# 町田市立町田第四小学校
町田市立町田第四小学校（まちだしりつ まちだだいよんしょうがっこう）は、東京都町田市森野にある公立小学校。略称は町四（まちよん）、町四小（まちよんしょう）。
町田第一中学校・町田第一小学校・町田第三小学校と小中一貫教育を行っている。

## 沿革
- 1955年（昭和30年）
  - 4月1日 - 町田町立町田第四小学校として開校[3][1]。
  - 6月 - 完全給食を開始[4]。
- 1958年（昭和33年）2月1日 - 町村合併に伴い、「町田市立町田第四小学校」に改称[3]。
- 1959年（昭和34年）
  - 3月 - 校歌（作詞：若林牧春、作曲：平井康三郎[5]）を制定[3]。
  - 4月 - 校旗を制定[3]。
- 1969年（昭和44年）7月 - プールを落成[3]。
- 1974年（昭和49年）6月 - 校舎と体育館を落成[3]。
- 1975年（昭和50年）4月 - ことばの教室を開設[3]。
- 1988年（昭和63年）4月 - 東京都難言協会会長校に指定され、事務局を設置[3]。
- 1993年（平成5年）1月 - 町田市民大学を併設（2002年3月まで）[3]。
- 2001年（平成13年）4月 - 学校運営協議会を発足[3]。
- 2004年（平成16年）
  - 4月 - 文部省と東京都教育委員会より学力向上支援事業調査研究協力校に指定[3]。
  - 7月 - 森っ子ガーデンを設置[3]。
- 2007年（平成19年）4月 - コミュニケーションの教室を開設[3]。
- 2013年（平成25年） - 町田第一中学校・町田第一小学校・町田第三小学校との小中一貫教育を開始[1]。
- 2015年（平成27年）4月 - オリンピック・パラリンピック教育推進校に指定[3]。
- 2018年（平成30年）9月 - 英語教室を開設[3]。
- 2019年（平成31年）4月 - まちとも（放課後子ども教室）を開設[3]。
- 2023年（令和5年）4月 - 2学期制に変更。

## 施設概要
主な施設を掲載。
- 校舎（5,575 m2[1]） - 鉄筋コンクリート造4階建て[6]
- 体育館（691 m2[1]） - 鉄骨造2階建て[6]
- 屋外プール（325 m2[1]）
- 校庭
- 森野学童保育クラブ（社会福祉法人町田市社会福祉協議会運営）[7]

## 学区
- 町田市
  - 森野1-3丁目、5丁目
  - 森野4丁目（1-17番）
  - 森野6丁目（1-192番地、196-468番地）

出典：

## 進学先の中学校
- 町田市立町田第一中学校（町田市中町）[8]

## アクセス

### バス
- 「第四小学校前」バス停から徒歩で約1分

## 周辺
- 妙延寺
- 町田簡易裁判所
- 町田市役所